# 乔治·韦尔斯·比德尔
乔治·韦尔斯·比德尔（英語：George Wells Beadle，1903年10月22日—1989年6月9日），美国遗传学家、美国芝加哥大学第7任校长。他与爱德华·劳里·塔特姆发现基因受到特定化学过程的调控而获得1958年诺贝尔生理学或医学奖。该奖的另一半授予了乔舒亚·莱德伯格。
比德爾和塔特姆的關鍵實驗將粉色麵包黴菌暴露於X射線下，使突變發生。一系列的實驗顯示了這些突變造成了特定有關代謝途徑的酵素改變。這些實驗讓他們提出了基因和酵素反應的直接關聯，稱為“一个基因一个酶”假說（One gene-one enzyme hypothesis）。